# 서일홍
서일홍(?~)은 대한민국의 로봇공학자이다. 한양대 명예교수이자 로봇전문기업 코가플렉스 공동대표이다. 최근 로봇학회에서 은퇴기념 고별강연을 하였다.

## 이력
1955년 서울 출생

1977년 서울대 전자공학과 졸업

1979년 KAIST 전자공학 석사

1982년 KAIST 전기 및 전자공학 박사

## 경력
1982년 대우중공업 기술역

1985년 한양대 전자공학과 조교수

1994년 한양대 컴퓨터공학부 교수

1999년 한양대 창업지원센터 소장

2004년 한양대 정보통신대학 학장 및 정보통신대학원 원장

## 활동
2007년 대한전자공학회 부회장

2008년 한국로봇학회장

2009년 로봇특성화대학원 사업단장

2013년 한양대 융합전자공학부 교수

## 같이 보기
- 지능형 로봇
- 로봇산업
- 로봇인
- 로봇공학자